# Asajj Ventress
Personnage de fiction apparaissant dans
Star Wars.
Asajj Ventress est un personnage de Star Wars. Originaire de la planète Dathomir, elle est amenée dès l'enfance sur Coruscant afin d'être formée en tant que Jedi,. Avant le début de la guerre des clones, Ventress quitte l'Ordre Jedi, à la suite de la mort de son maître Jedi, devient l'apprentie du comte Dooku et participe à de nombreuses batailles,,. Durant la deuxième année de guerre, elle est victime d'une tentative de meurtre par son maître Sith, Dooku,. Elle finit par retourner vers ses origines, les Sœurs de la nuit.
Elle est créée par George Lucas, le créateur de Star Wars, et Genndy Tartakovsky, le créateur de la série d'animation Star Wars: Clone Wars,. Par la suite, le personnage intègre le film Star Wars: The Clone Wars et la série télévisée du même nom. C'est d'abord l'actrice américaine Grey DeLisle qui prête sa voix à Asajj Ventress dans la version originale puis Nika Futterman est choisie pour l’interpréter dans The Clone Wars.

## Univers
L'univers de Star Wars se déroule dans une galaxie qui est le théâtre d'affrontements entre les chevaliers Jedi et les Seigneurs noirs des Sith, personnes sensibles à la Force, un champ énergétique mystérieux leur procurant des pouvoirs psychiques. Les Jedi maîtrisent le côté lumineux de la Force, pouvoir bénéfique et défensif, pour maintenir la paix dans la galaxie. Les Sith utilisent le côté obscur, pouvoir nuisible et destructeur, pour leurs usages personnels et pour dominer la galaxie.
Pour amener la paix, une République galactique a été fondée avec pour capitale la planète Coruscant. Cependant, certains membres de la République pensent que celle-ci est corrompue. Afin de prendre le contrôle de la galaxie, ils se font nommer les Séparatistes et dirigent une armée droïde. Pour contrer les plans de domination des Séparatistes, la République se dote quant à elle d'une armée de soldats clones dirigée par les Jedi. Les deux armées s'affrontent pour la première fois durant la bataille de Géonosis en 22 av. BY,. À la suite de cette bataille, la guerre des clones débute avec pour enjeux la paix ou la prise du pouvoir.

## Biographie

### Univers Légendes
À la suite du rachat de la société Lucasfilm par The Walt Disney Company, tous les éléments racontés dans les produits dérivés datant d'avant le 26 avril 2014 ont été déclarés comme en dehors du canon et ont alors été regroupés sous l’appellation « Star Wars Légendes ».